# 国道415号

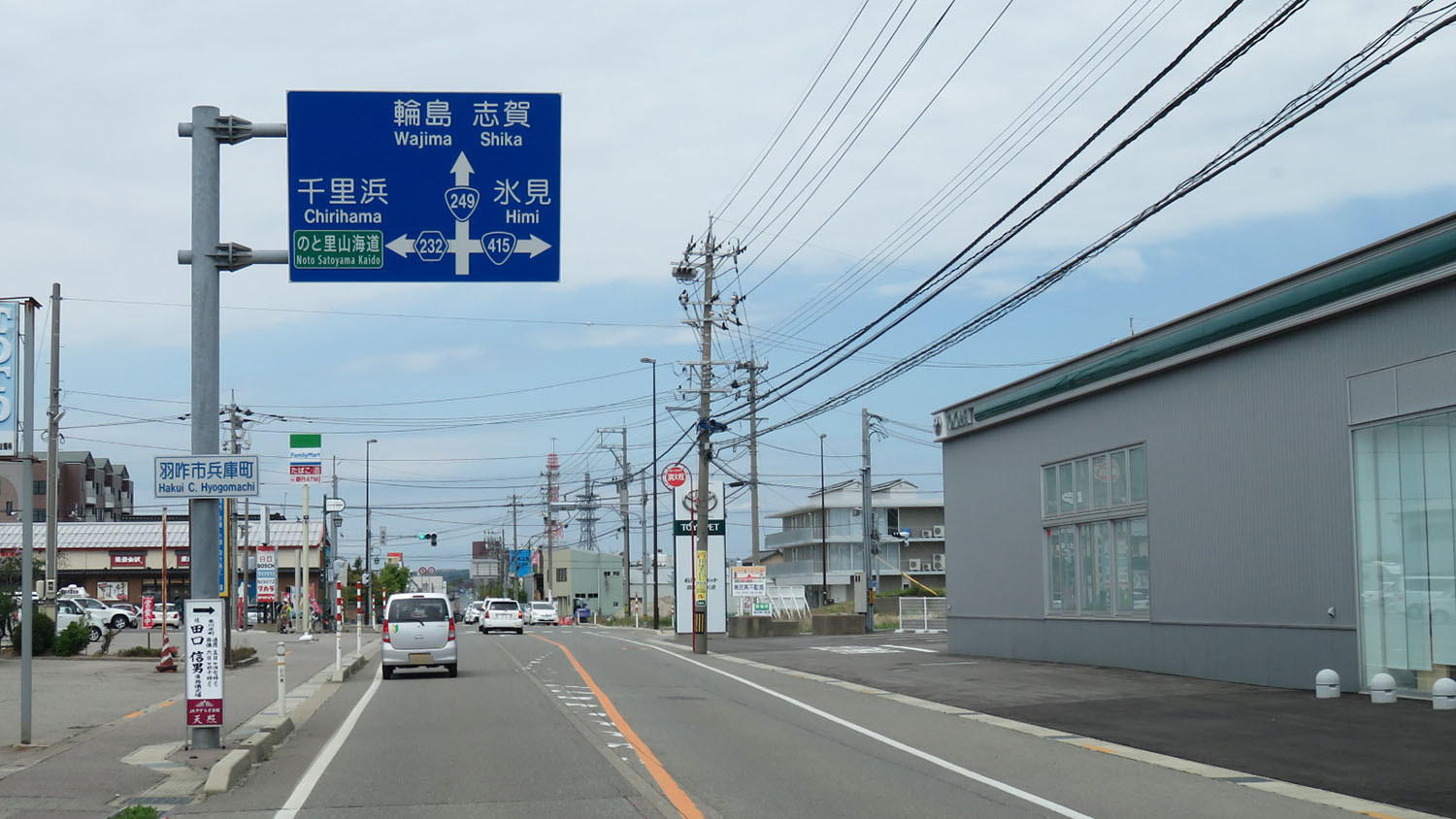
国道415号 起点
石川県羽咋市 兵庫町交差点

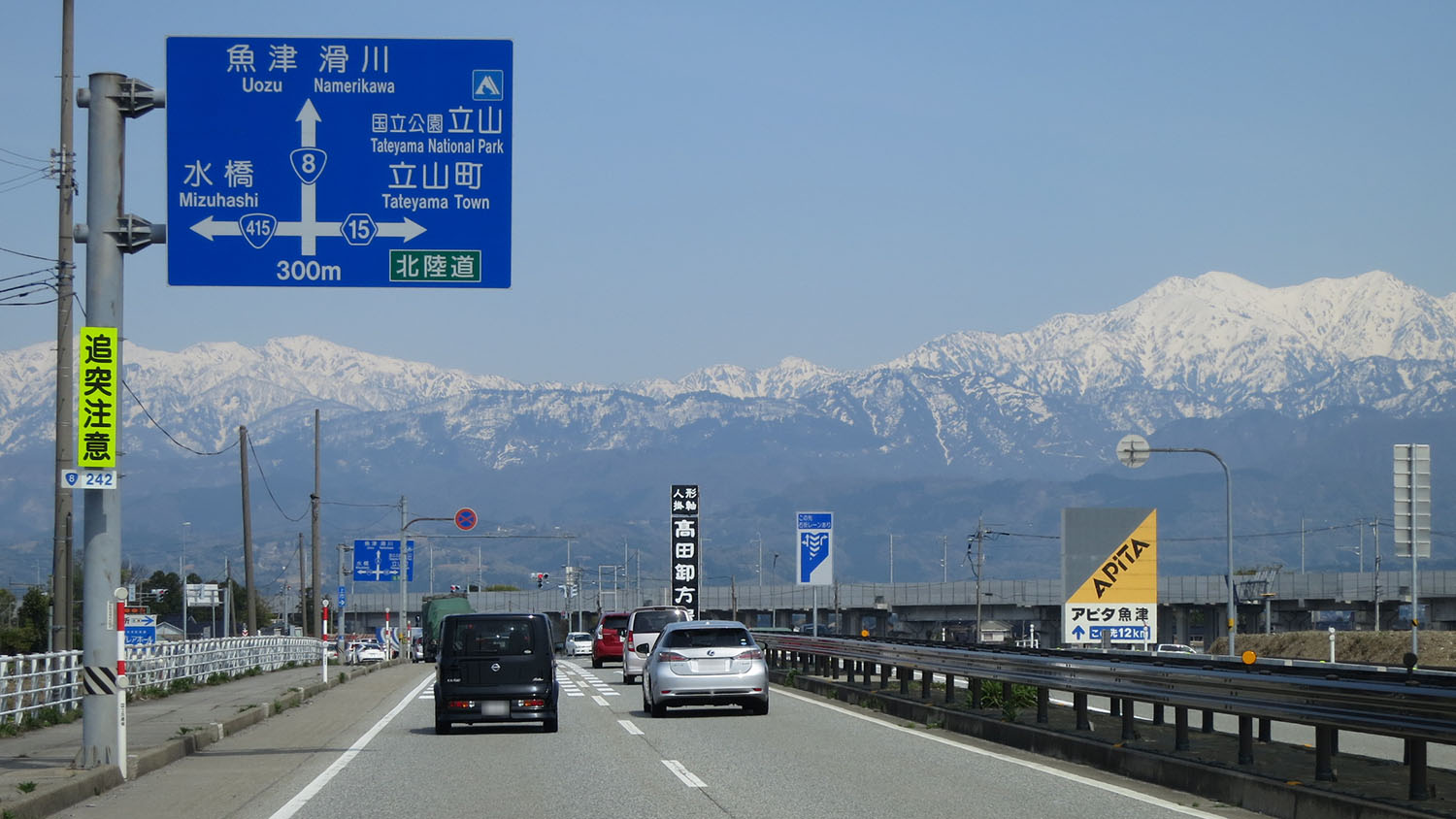
国道415号 終点
富山県富山市 北馬場交差点

国道415号（こくどう415ごう）は、石川県羽咋市から富山県富山市に至る一般国道である。

## 概要

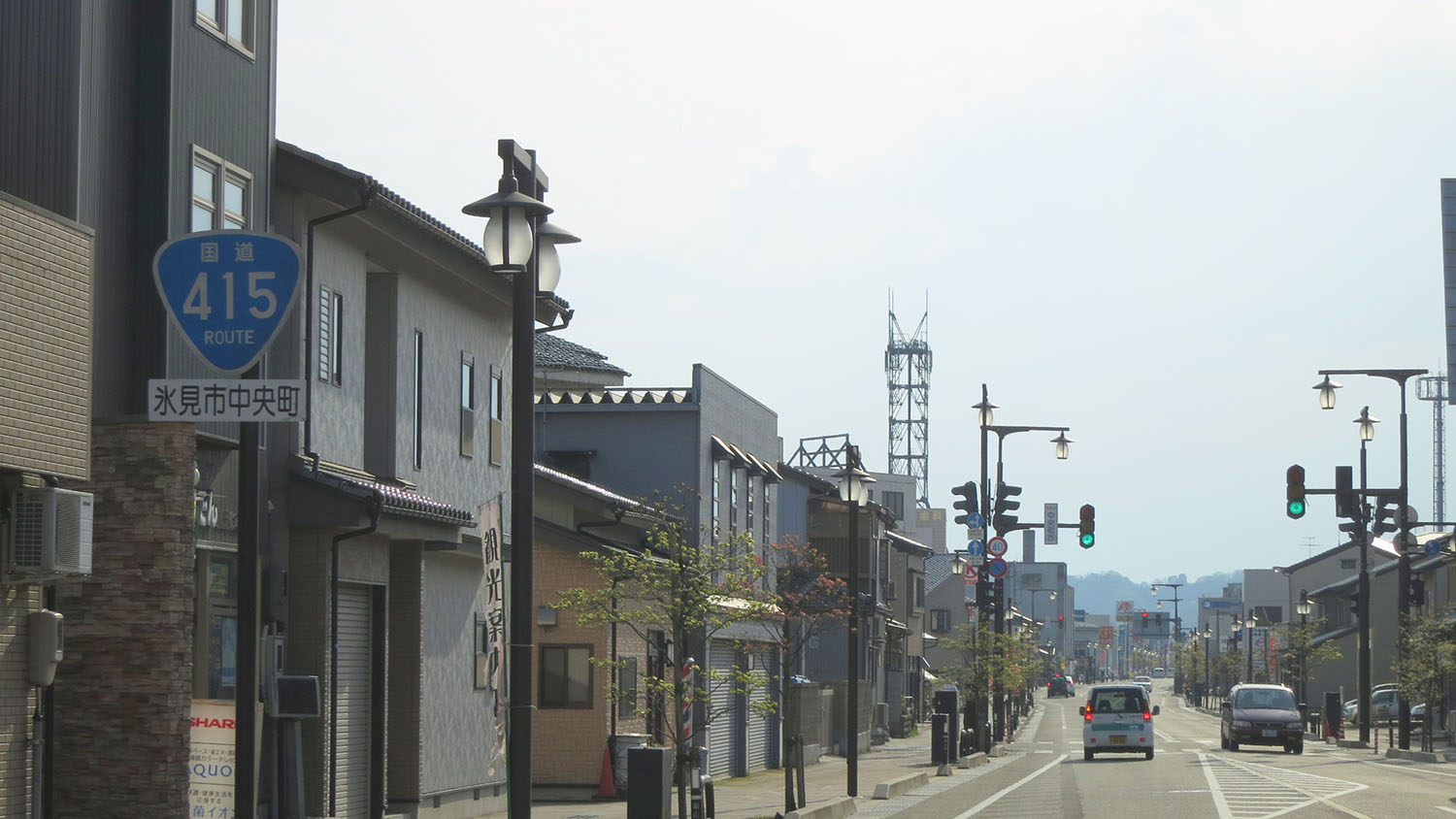
富山県氷見市中央町
（2013年4月撮影）

石川県の西海岸の日本海に面し、能登半島の付け根に位置する羽咋市を走る国道249号分岐（兵庫町交差点）より、半島の根元を東西に横断し、富山湾の沿岸に沿って富山市東部の市内を走る国道8号交点（北馬場交差点）とを結ぶ、延長約68 kmの一般国道の路線で、主な通過地は、富山県氷見市、高岡市、射水市本町、富山市千原崎である。富山県内は国道8号と平行するようにして海沿いを走っており、富山湾にある氷見漁港、伏木港、富山新港、富山港付近を通過する。放生津潟付近は前身となる県道が富山新港の建設で分断されたため、南へ大きく迂回する経路となっている。

### 路線データ
一般国道の路線を指定する政令に基づく起終点および重要な経過地は次のとおり。
- 起点：羽咋市（兵庫町交差点 = 国道249号交点）
- 終点：富山市（北馬場交差点 = 国道8号交点）[注釈 2]
- 重要な経過地：氷見市、高岡市（太田）、新湊市[注釈 3]（本町一丁目）
- 総延長 : 67.9 km（富山県 57.2 km、石川県 10.7 km）重用延長を含む。[3][注釈 4]
- 重用延長 : 0.1 km（富山県 0.1 km、石川県 0.1 km）[3][注釈 4]
- 未供用延長 : なし[3][注釈 4]
- 実延長 : 67.7 km（富山県 57.2 km、石川県 10.6 km）[3][注釈 4]
  - 現道 : 66.9 km（富山県 56.4 km、石川県 10.6 km）[3][注釈 4]
  - 旧道 : 0.8 km（富山県 0.8 km、石川県 - km）[3][注釈 4]
  - 新道 : なし[3][注釈 4]
- 指定区間：国道159号と重複する区間（石川県羽咋市）[4]

## 歴史
- 1903年（明治36年）～1908年（明治41年） - 富山県氷見郡氷見町（現・氷見市）と石川県羽咋郡羽咋町（現・羽咋市）を結ぶ県道の新設工事を実施[5]。
- 1973年（昭和48年） - 富山県呉西沿岸部で主要地方道富山氷見線の一般国道昇格運動が始まる。
- 1981年（昭和56年）4月30日 - 一般国道415号（石川県羽咋市 - 富山県富山市）が指定。
- 1982年（昭和57年）4月1日 - 一般国道415号を路線認定[1]。主要県道の氷見羽咋線と富山氷見線などが一般国道に昇格する形で指定された[6]。これに伴い富山氷見線は同年12月23日の富山県告示により廃止された[7]。
- 1986年（昭和61年）12月9日 - 国道8号滑川富山バイパス水橋上砂子坂 - 水橋金尾新の開通に伴い、旧国道8号の針原中町 - 水橋市田袋間と、県道上市市田袋線（現・富山県道46号上市北馬場線）、富山県道15号立山水橋線の各一部を編入、終点が針原中町から現在の北馬場交差点に変更される[8]。
- 2000年（平成12年）8月31日 - 富山市大広田地区の整備事業が完了[9]。
- 2021年（令和3年）8月9日 - 富山東バイパスが開通[10]。
- 2023年（令和5年）10月28日 - 羽咋バイパスが全線開通[11]。

## 路線状況

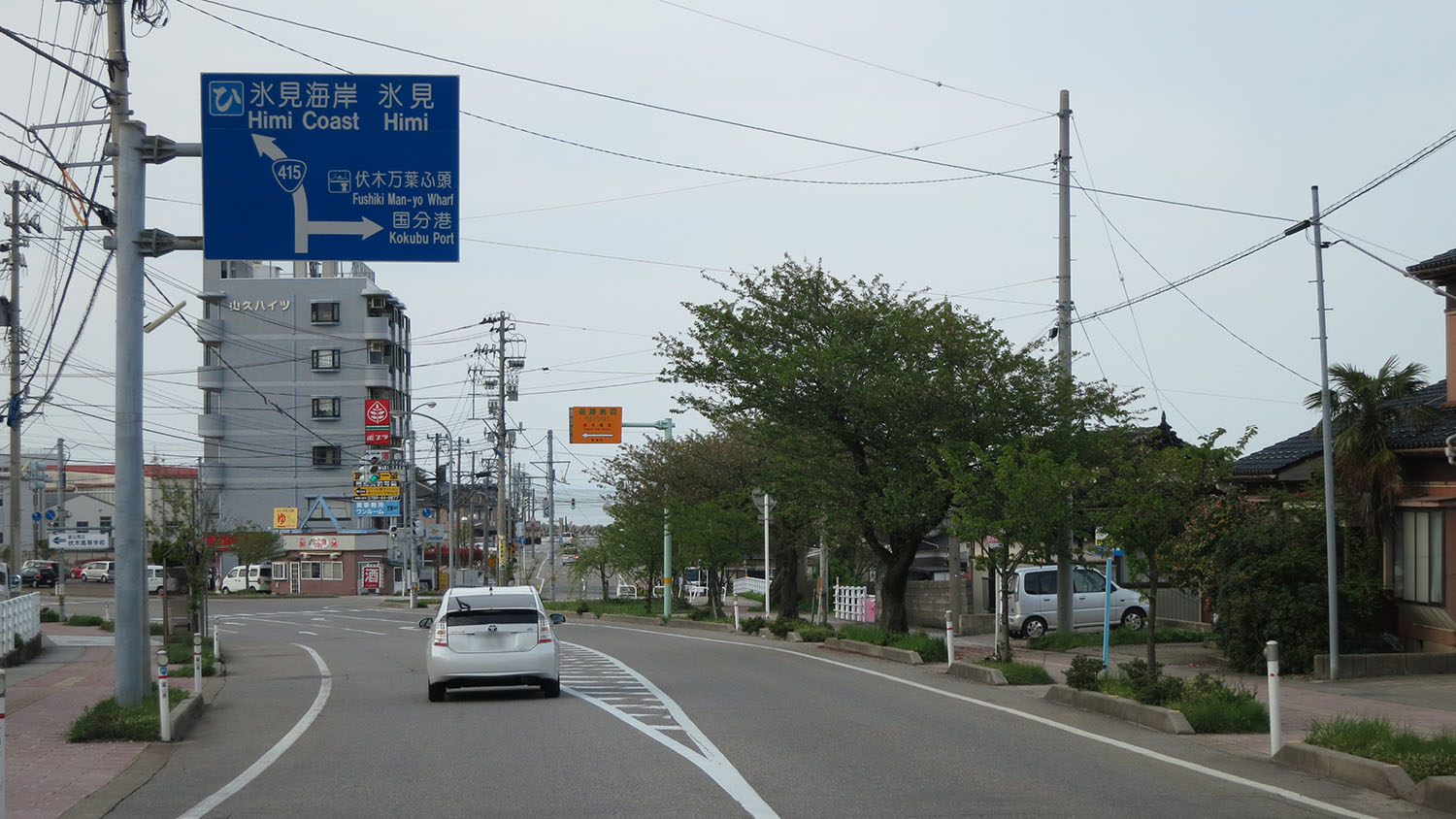
富山県高岡市伏木東一宮
（2013年4月撮影）

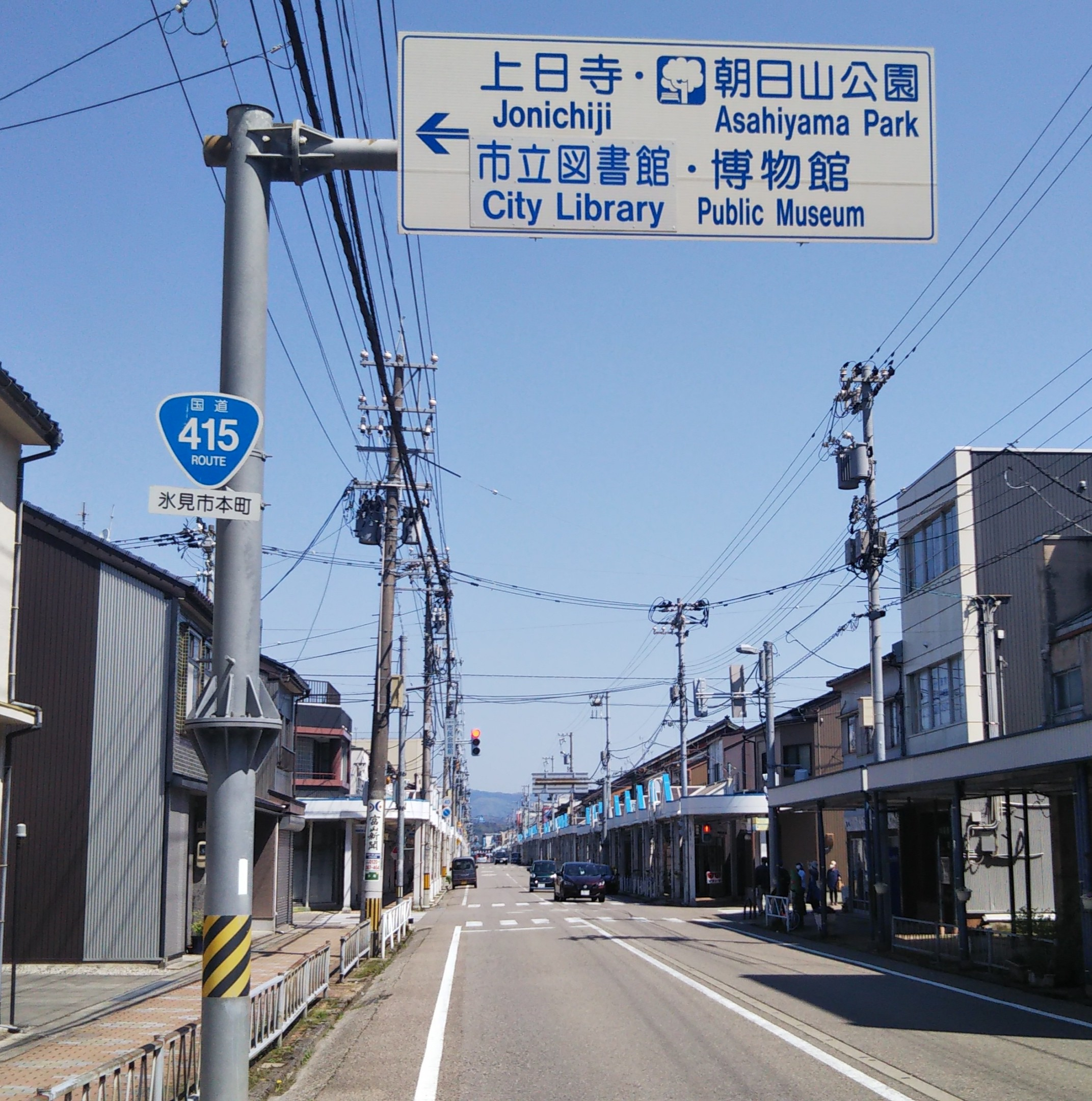
氷見市のメインストリートの本町で。かつての国道160号の経路を踏襲する。

### 別名
- 十間道路（高岡市伏木国分 - 伏木矢田、1929年10月竣工開通）[12]
- 草島東線（富山市）

### バイパス・改良事業など
- 羽咋バイパス（羽咋市兵庫町 - 羽咋市神子原町、延長7.4 km）
- 谷屋大野バイパス（氷見市谷屋地内 - 氷見市大野、延長4.2 km）
- 鞍川バイパス（氷見市大野 - 同市鞍川、延長2.0 km）
- 中央町拡幅（氷見市幸町 - 氷見市中央町、延長0.3 km）
- 雨晴バイパス（延長1.5 km）
- 富山東バイパス（富山市森 - 富山市下飯野、延長1.8 km）

### 道路施設

#### 橋梁
- 城光寺橋（小矢部川、高岡市城光寺 - 米島）
- 対港橋（氷見線・新湊線、高岡市米島 - 能町）
- 新庄川橋（庄川、射水市庄西町 - 庄川本町）
- 萩浦橋（神通川、富山市草島 - 千原崎）
- 東富山跨線橋（あいの風とやま鉄道線、富山市）
- 常願寺大橋（常願寺川、富山市町袋 - 水橋市田袋）
- 金平橋（白岩川、富山市）

#### トンネル
- 羽咋トンネル（羽咋バイパス、羽咋市）
- 雨晴トンネル（高岡市伏木国分）

#### 道の駅
- 富山県
  - 氷見（氷見市）
  - 雨晴（高岡市）

## 地理

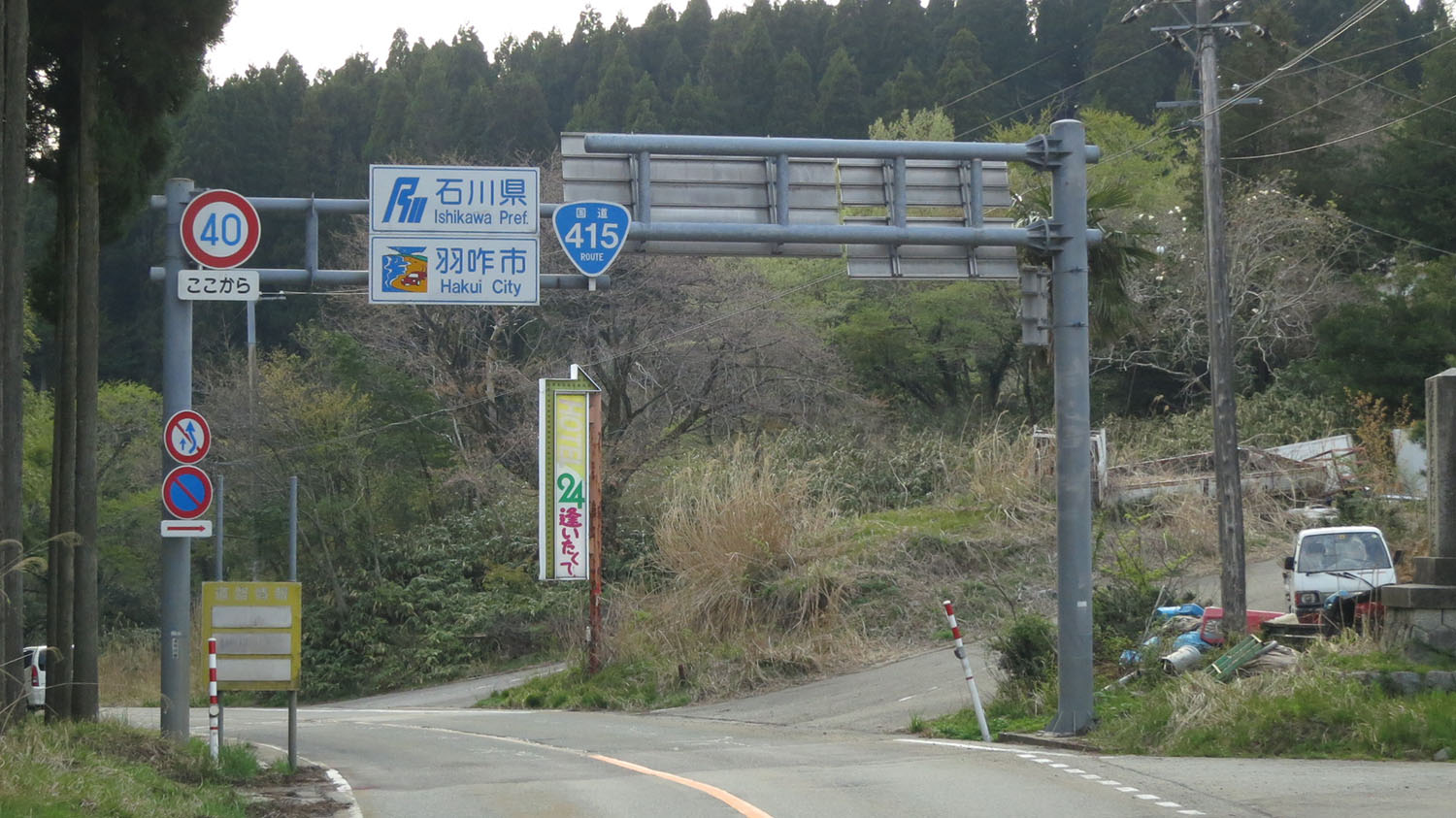
石川県境標識
富山県氷見市寺尾

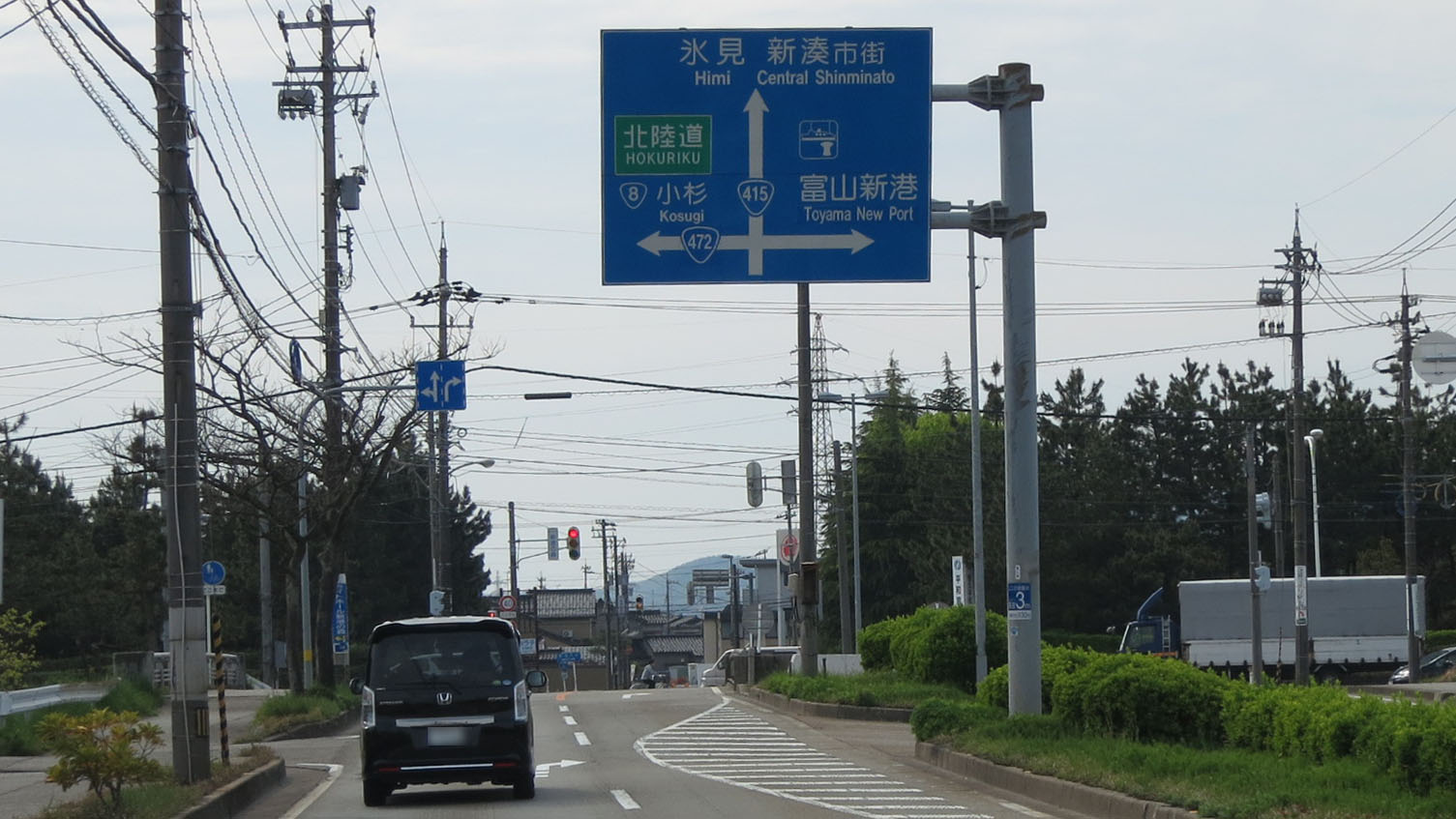
国道472号との分岐
富山県射水市奈呉の江

### 通過する自治体
- 石川県
  - 羽咋市
- 富山県
  - 氷見市 - 高岡市 -  射水市 - 高岡市 - 射水市 - 富山市

### 交差する道路
- 国道249号（石川県羽咋市）
- 国道159号（石川県羽咋市）
- 国道471号（石川県羽咋市）
- 能越自動車道氷見IC（富山県氷見市）
- 国道160号（富山県氷見市）
- 国道472号（富山県射水市）
- 国道8号（富山県富山市）

### 峠
- 熊無峠（標高170 m）[13]